# Iferouâne
Iferouâne è un comune rurale del Niger facente parte del dipartimento di Arlit nella regione di Agadez.
Qua è nato il politico Brigi Rafini.